# Волынов, Борис Валентинович
Бори́с Валенти́нович Волы́нов (род. 18 декабря 1934, Иркутск) — лётчик-космонавт СССР, дважды Герой Советского Союза, кандидат технических наук (1980). Единственный ныне живущий космонавт из первого отряда космонавтов СССР.

## Биография
Родился в Иркутске, где его мать Евгения Израилевна Волынова (1910—1991) в это время училась в медицинском институте. Детство и юность провёл в городе Прокопьевске Кемеровской области, где жила семья матери и куда она с сыном уже будучи врачом-педиатром уехала после окончания института в 1938 году. В Прокопьевске она работала главным врачом санитарной части шахты Коксовая-1. В послевоенные годы жил в Кишинёве в семье старшей сестры матери — военного врача Ревекки Израилевны Волыновой (в замужестве Волыновой-Судит, 1903—1968), майора медицинской службы, кавалера ордена Красной Звезды (1944), до призыва в 1941 году также жившей в Прокопьевске, а после демобилизации работавшей в Кишинёве главным врачом родильного дома. Здесь он впервые летал на самолётах санитарной авиации, когда сопровождал свою тётю в вылетах в отдалённые сельские районы Молдавии за роженицами. Со школьных лет был одержим мечтой стать лётчиком. В 1952 году окончил среднюю школу. В 1953 году — военную авиационную школу, а затем, в 1956 году — Сталинградское военное авиационное училище лётчиков под Новосибирском. После окончания училища служил в авиационных частях Московского округа ПВО (лётчик, старший лётчик), летал на самолёте МиГ-17.
В марте 1960 года зачислен в отряд космонавтов (1960 Группа ВВС № 1). С 1970 года командир отряда слушателей-космонавтов. В 1976 году назначен заместителем командира отряда космонавтов, старшим инструктором-космонавтом (с 1982 года — инструктор-космонавт-испытатель). С 1983 по 1990 год — командир отряда космонавтов. В мае 1990 года уволен в запас по возрасту и отчислен из отряда космонавтов. Таким образом, установил абсолютный мировой рекорд — 30 лет службы в отряде космонавтов. Он и его жена Тамара Фёдоровна живут в Звёздном городке (были соседями по площадке с вдовой Ю. А. Гагарина — Валентиной Ивановной).
Он считается первым евреем (по галахическому определению), побывавшим в космосе. По документам, он русский, и чего-то еврейского в его детстве, по его словам, было «мало, если оно вообще было». Однако еврейское происхождение его матери, наличие еврейских родственников мешало его участию в полётах.

## Образование
- В 1952 году окончил 10-й класс средней школы № 1 города Прокопьевска Кемеровской области.
- В 1953 году окончил 24-ю военную авиационную школу первоначального обучения лётчиков ВВС Приволжского ВО в городе Павлодар, Казахская ССР.
- В 1956 году окончил Качинское Краснознамённое военное авиационное училище лётчиков имени А. Ф. Мясникова в Сталинграде.
- С сентября 1961 по 6 января 1968 года являлся слушателем инженерного факультета Военно-воздушной инженерной академии (ВВИА) им. Н. Е. Жуковского, где получил квалификацию «лётчик-инженер-космонавт».
- В 1980 году в ВВИА имени Н. Е. Жуковского защитил диссертацию на соискание учёной степени кандидата технических наук. Опубликовал научные труды в области эргономики космических летательных аппаратов, психологическим проблемам космонавтики и инфракрасной спектрографии солнца.

## Космические полёты
Б. В. Волынов принадлежит к первому набору в группу космонавтов, в отряде с марта 1960 года. Прошёл полный курс подготовки к полётам кораблей типа «Восток». С ноября 1961 по август 1962 года проходил подготовку по программе группового полёта корабля «Восток-3» и «Восток-4» в группе космонавтов.
В июне 1963 года был дублёром Валерия Быковского во время полёта корабля «Восток-5». В 1964 году проходил тренировку для полёта на космическом корабле «Восход» вместе с Борисом Егоровым.
В 1965 году проходил тренировку в качестве командира экипажа космического корабля «Восход-3», однако в мае 1966 года полёт был отменён. С сентября 1966 по 1967 год проходил теоретическую подготовку по программе облёта Луны на космическом корабле «Л-1» в составе группы космонавтов.
15 января 1969 года Б. В. Волынов (позывной «Байкал-1») совершил полёт на космическом корабле «Союз-5». Во время полёта впервые была осуществлена стыковка с другим космическим кораблём «Союз-4». Два космонавта, Евгений Хрунов и Алексей Елисеев, вышли в открытый космос и перешли в корабль «Союз-4» под управлением лётчика-космонавта В. А. Шаталова. Корабли «Союз-4» и «Союз-5» находились в состыкованном состоянии 4 часа 35 минут. 18 января 1969 года Б. В. Волынов вернулся на Землю на корабле «Союз-5». Во время спуска не произошло отделения приборного отсека от спускаемого аппарата корабля. По этой причине спуск был баллистический, с перегрузками около 10 g, а не скользящий, когда перегрузки примерно втрое ниже. Кроме того, из-за присоединённого отсека спускаемый аппарат был неверно сориентирован, что привело к нерасчётной работе его теплозащиты. Космонавта не вжимало в ложемент, а тянуло на ремнях, корабль раскрутило. Разделение отсеков произошло поздно, когда корабль уже горел в атмосфере. Вращающийся спускаемый аппарат закручивал стропы парашюта, что могло привести к падению с высоты. Стропы были скручены, но купол не схлопнулся. Скорость спуска была существенно больше штатной. При приземлении Волынов получил несколько серьёзных травм, в том числе и перелом корней зубов верхней челюсти. В 10 часов утра 19 января он вместе с тремя остальными космонавтами докладывал Государственной комиссии о результатах полёта, а 22 января в 13 часов, сразу после посадки самолёта, доставившего космонавтов в Москву, участвовал вместе с остальными тремя космонавтами в докладе руководителям СССР.
Из-за последствий травм, в том числе психологических, его на несколько лет отстраняли от полётов. Но он снова смог добиться допуска к полётам. Этому событию посвящён документальный фильм 1-го канала телевидения.
Впервые после полёта на космическом корабле «Союз-5» предложение о включении Волынова в космический экипаж на очередной полёт упоминается в дневниковой записи Н. П. Каманина, датированной 23 апреля 1970 года. В дальнейшем Волынов, начиная с 1971 года, неоднократно включался в состав экипажей-дублёров.
6 июля 1976 года Борис Волынов совершил свой второй космический полёт на корабле «Союз-21» вместе с лётчиком-космонавтом СССР Виталием Жолобовым (позывной «Байкал»). На следующий день произошла стыковка с орбитальной станцией «Салют-5». Это была первая экспедиция на орбитальную станцию «Салют-5». Полёт продолжался 49 суток. 24 августа 1976 года космонавты вернулись на Землю.
После второго полёта Борис Волынов продолжал службу в ЦПК до 1990 года.
Статистика
| # | Стартовый корабль | Старт, UTC        | Экспедиция           | Корабль посадки | Посадка, UTC      | Налёт                       | Выходы в открытый космос | Время в открытом космосе |
| - | ----------------- | ----------------- | -------------------- | --------------- | ----------------- | --------------------------- | ------------------------ | ------------------------ |
| 1 | Союз-5            | 15.01.1969, 07:04 | Союз-4, Союз-5       | Союз-5          | 18.01.1969, 07:59 | 03 суток 00 часов 54 минуты | 0                        | 0                        |
| 2 | Союз-21           | 06.07.1976, 12:08 | Союз-21, Салют-5 (1) | Союз-21         | 24.08.1976, 18:32 | 49 суток 06 часов 23 минуты | 0                        | 0                        |
|   |                   |                   |                      |                 |                   | 52 суток 07 часов 17 минут  | 0                        | 0                        |

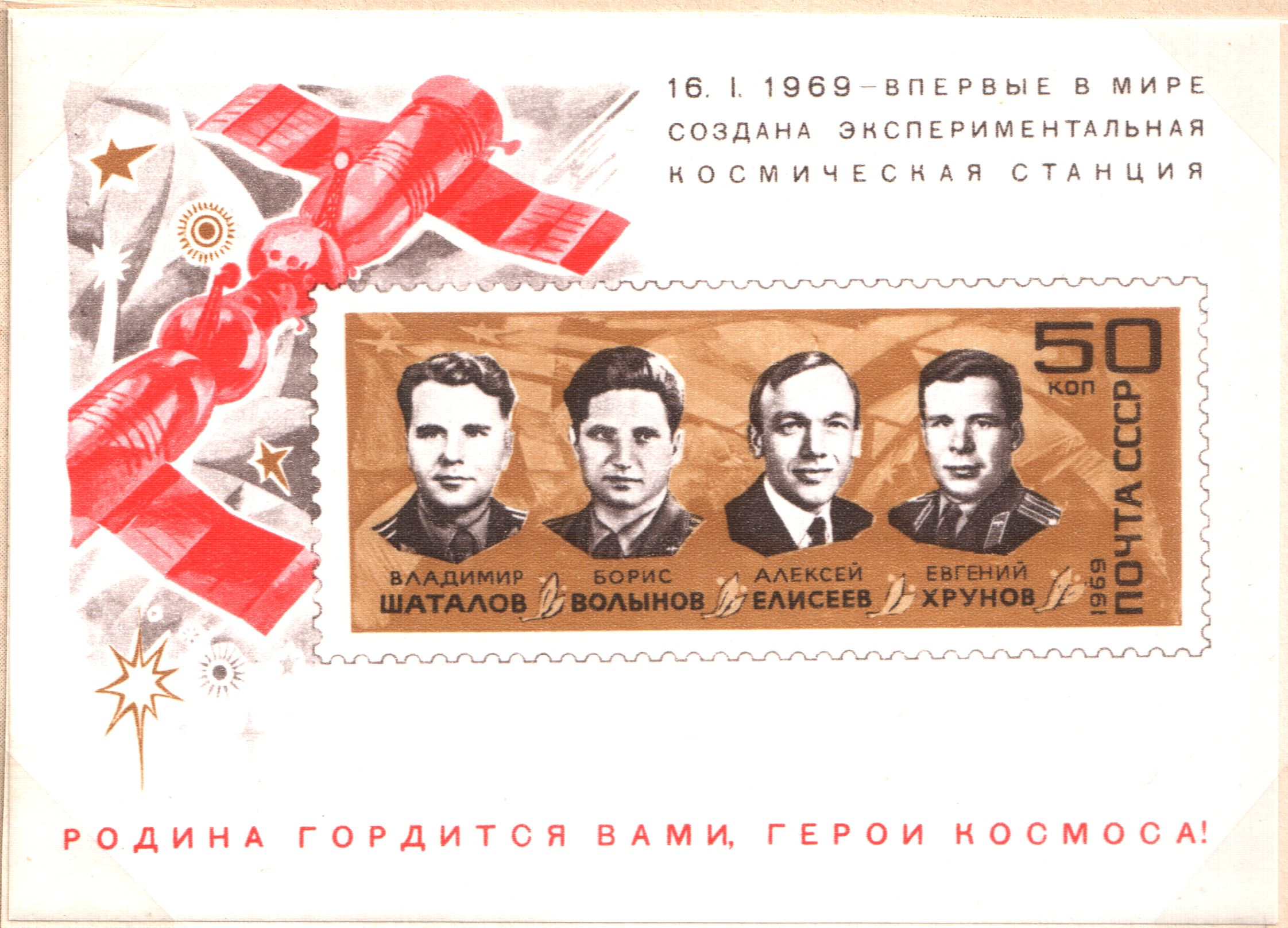
Памятный почтовый блок в честь полёта космических кораблей «Союз-4» и «Союз-5»
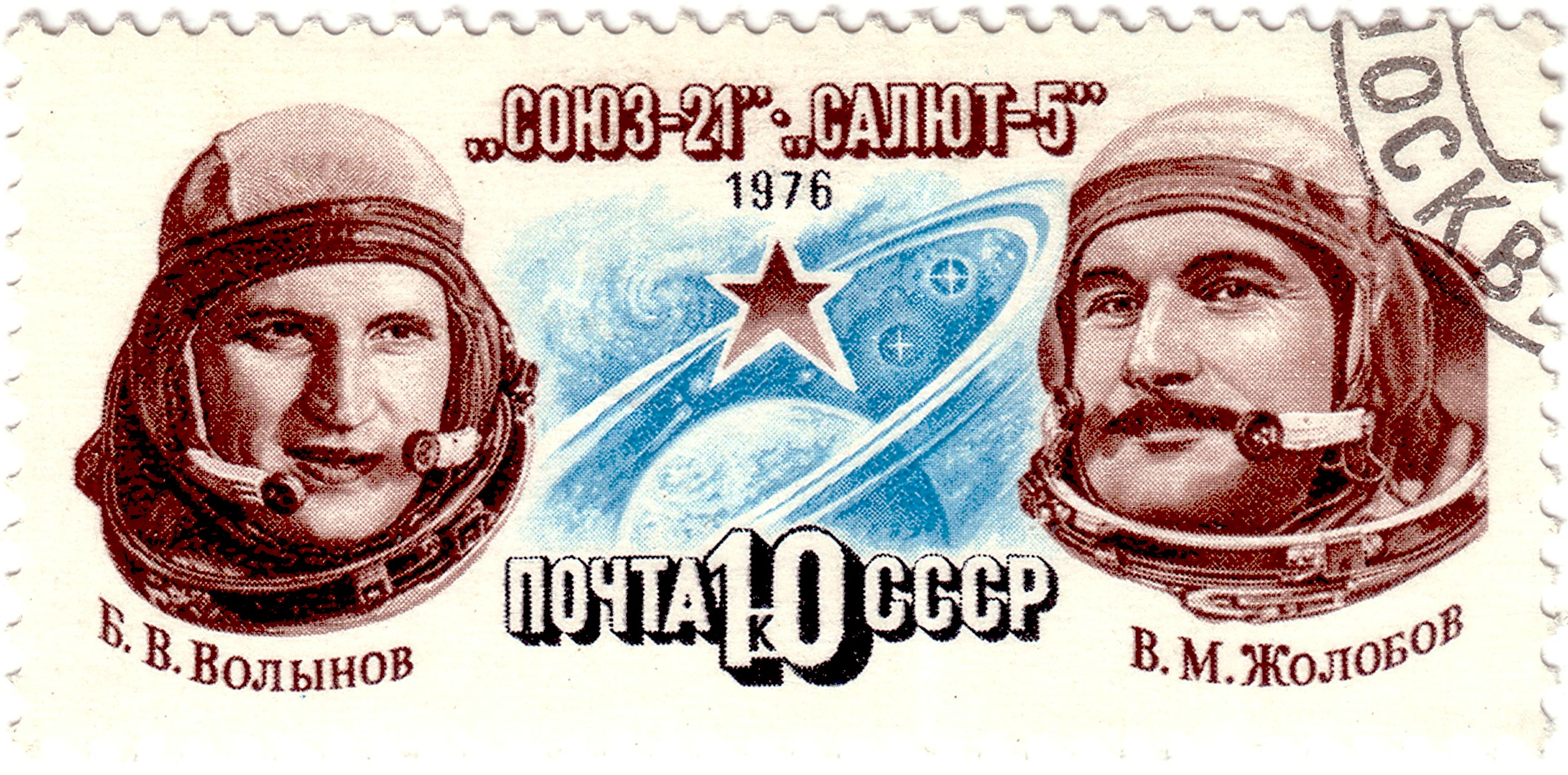
Почтовая марка в честь полёта космического корабля «Союз-21»

## Семья
- Мать — Евгения Израилевна Волынова (1910—1991)[18], уроженка Бодайбо, дочь ссыльнопоселенца Верхоленского уезда Израиля Волынова и его жены Бейли Иосифовны Азадовской; двоюродная сестра фольклориста М. К. Азадовского и торгпреда СССР в Италии М. А. Левенсона[19][20][21]. Во время Великой Отечественной войны работала хирургом, затем педиатром и санитарным врачом; заслуженный врач РСФСР (1963).
- Отец — Валентин Спиридонович (фамилия и даты жизни неизвестны).
- Отчим — Иван Дмитриевич Карих (1908—1956), врач, работал в противочумном пункте[22]; участник Великой Отечественной войны, майор медицинской службы, командир санитарного взвода, кавалер ордена Красной Звезды (1944)[23].
- Жена — Тамара Фёдоровна Волынова (урождённая Савинова, род. 1935), работала заведующей лабораторией ЦНИИ чёрной металлургии, доктор технических наук[24][25].
  - Сын — Андрей Борисович Волынов (род. 1958), предприниматель.
    - Внук — Борис Андреевич Волынов (род. 1995).

  - Дочь — Татьяна Борисовна Волынова (род. 1965).

У Бориса Волынова трое внуков.

## Публикации
- Марков М. Н., Волынов Б. В., Жолобов В. М. Инфракрасная спектроскопия Солнца с орбитальной станции «Салют-5». — М.: Физический институт им. П. Н. Лебедева АН СССР, 1978. — 15 с.
- Береговой Г. Т., Попович П. Р., Волынов Б. В. Деятельность космонавта в полёте и повышение её эффективности. — М.: Машиностроение, 1981. — 264 с.

## Воинские звания
- Лейтенант (29.11.1955).
- Старший лейтенант (14.03.1958).
- Капитан (9.05.1960).
- Майор (10.09.1962).
- Подполковник (15.03.1965).
- Полковник (15.01.1969).

## Награды
- Дважды Герой Советского Союза (22 января 1969 года, 1 сентября 1976 года)[27].
- Орден «За заслуги перед Отечеством» III степени (20 декабря 2024 года) — за заслуги перед государством и большой личный вклад в развитие отечественной космонавтики[28].
- Орден «За заслуги перед Отечеством» IV степени (2 марта 2000 года) — за большие заслуги перед государством в развитии отечественной пилотируемой космонавтики[29].
- Орден Гагарина (23 ноября 2023 года) — за большие заслуги в области исследования и использования космического пространства, активную общественную деятельность[30].
- Орден Дружбы (12 апреля 2011 года) — за большой вклад в развитие отечественной пилотируемой космонавтики и многолетнюю плодотворную общественную деятельность[31].
- Два ордена Ленина (22.01.1969, 1.09.1976).
- Орден Красной Звезды (17.06.1961).
- Орден «За службу Родине в Вооружённых Силах СССР» III степени (22.02.1990).
- Медаль «За отличие в охране государственной границы СССР» (1977 год) — за выполнение программы полёта на орбитальной станции «Салют-5».
- Премия Правительства Российской Федерации имени Ю. А. Гагарина в области космической деятельности (2011) — за развитие отечественной пилотируемой космонавтики, личное участие в осуществлении первых пилотируемых полетов, развитие международного сотрудничества в области космической деятельности, популяризацию достижений отечественной космонавтики
- Десять юбилейных медалей.
- Орден Государственного Знамени ВНР (ВНР, 1973 год).
- Медаль «25 лет народной власти» (НРБ, 1969 год).
- Медаль «За укрепление братства по оружию» (НРБ).
- Медаль «100-летие падения Османского ига» (НРБ).
- Медаль «Братство по оружию» (ПНР).
- Медаль Кубы.
- Орден «Ключ дружбы» (2011 год, Кемеровская область)[32]
- Медаль Алексея Леонова (29 августа 2014 года, Кемеровская область)[33].
- Знак отличия «За верность космосу» (ГК «Роскосмос»)[34].
- Почётное звание «Почётный гражданин Московской области» (5 декабря 2019 года)[35][36].
- Почётный гражданин городов: Байконура[37], Иркутска, Прокопьевска, Кустаная, Целинограда (ныне Астана), Калуги[38].
- Бронзовый бюст дважды героя Советского Союза установлен в городе Прокопьевске[39].

## Фильмы
- Документальный фильм «Падение из космоса» (Первый канал, 2005. Режиссёр Александр Гурешидзе. В роли Бориса Волынова Павел Болоянгов).